# Stenomesosa flavomaculata
Stenomesosa flavomaculata là một loài bọ cánh cứng trong họ Cerambycidae.